# Етельфледа
Етельфледа (*Æthelflæd бл. 870 — 12 червня 918) — королева Мерсії у 911—918 роках.

## Життєпис
Походила з Вессекської династії. Старша донька Альфреда I, короля Вессексу, та Еальсвіти. Остання була донькою Етельреда Мукеля, елдормена Гайні, брата Бурґреда, короля Мерсії. По материнській лінії бабцею Етельфледи була Едбура, донька або онука короля Кеолвульфа I.
Народилася близько 870 року. У 886 або 887 році вийшла заміж за Етельреда II, короля Мерсії. Цим самим того ще були прив'язали до Вессексу. До 899 року Етельфледа переважно згадується у численних грамотах, в яких надавали дари (землі, коштовності, гроші) монастирям та церквам.
Між 899 та 902 роками при хворому чоловікові стає фактичною володаркою Мерсії. Вона активно допомагала Вессексу в боротьбі проти королівств вікінгів Йорвік та Східна Англія. Також вона енергійно зводила численні фортеці (бурів) на східному кордоні Мерсії. Найпотужнішими стали фортеці Честера та Вустеру, відновлених у 905—907 роках.
Спільно з Едуардом, королем Вессексу, спрямовувала війська проти Йорвіку, з яким тривала боротьба за східну Мерсію. У 909 році мерсійсько-вессекські війська сплюндрували південь Йорвіку. У 910 році у битві при Теттенголлі завдано рішучої поразки Йорвіку. В результаті вдалося відвоювати східну Мерсію.
У 911 році після смерті Етельреда II стає офіційною володаркою Мерсії. Завдяки перемовинам з Едуардом Вессекським зуміла домогтися визнання себе королевою Мерсії в обмін на передачу Вессексу владу над містами Оксфорд та Лондоном, а також півднем Мерсії.
Етельфледа продовжила політику спорудження потужних фортець — Бремесбур, Брідгнорт, Тамворт у 911—913 роках. У 914 році відбито напад на Чешир. Потім споруджено фортеці Ворвік, Чірбері, Ранкорн, Герефорд, Шрусбері, Скергет, Вердбіріг.
У 917 році, діючи на випередження данським військам, що готувалися для нападу на Мерсію, Етельфледа спрямувала війська, що раптовим ударом захопили місто Дербі. Вона продовжувала політику зміцнення влади у Східній Мерсії.
У 918 році вдалося захопити Лестер. Невдовзі дани Йорвіку запропонували визнати зверхність Мерсії в обмін на допомогу проти данів королівства Дублін. Втім Етельфледа не встигла скористатися з цих обставин, оскільки померла, їй спадкувала донька Ельфвіна.